# Brachypogon idolon
Brachypogon idolon är en tvåvingeart som beskrevs av Debenham 1991. Brachypogon idolon ingår i släktet Brachypogon och familjen svidknott. Inga underarter finns listade i Catalogue of Life.